# 모리 쓰나모토

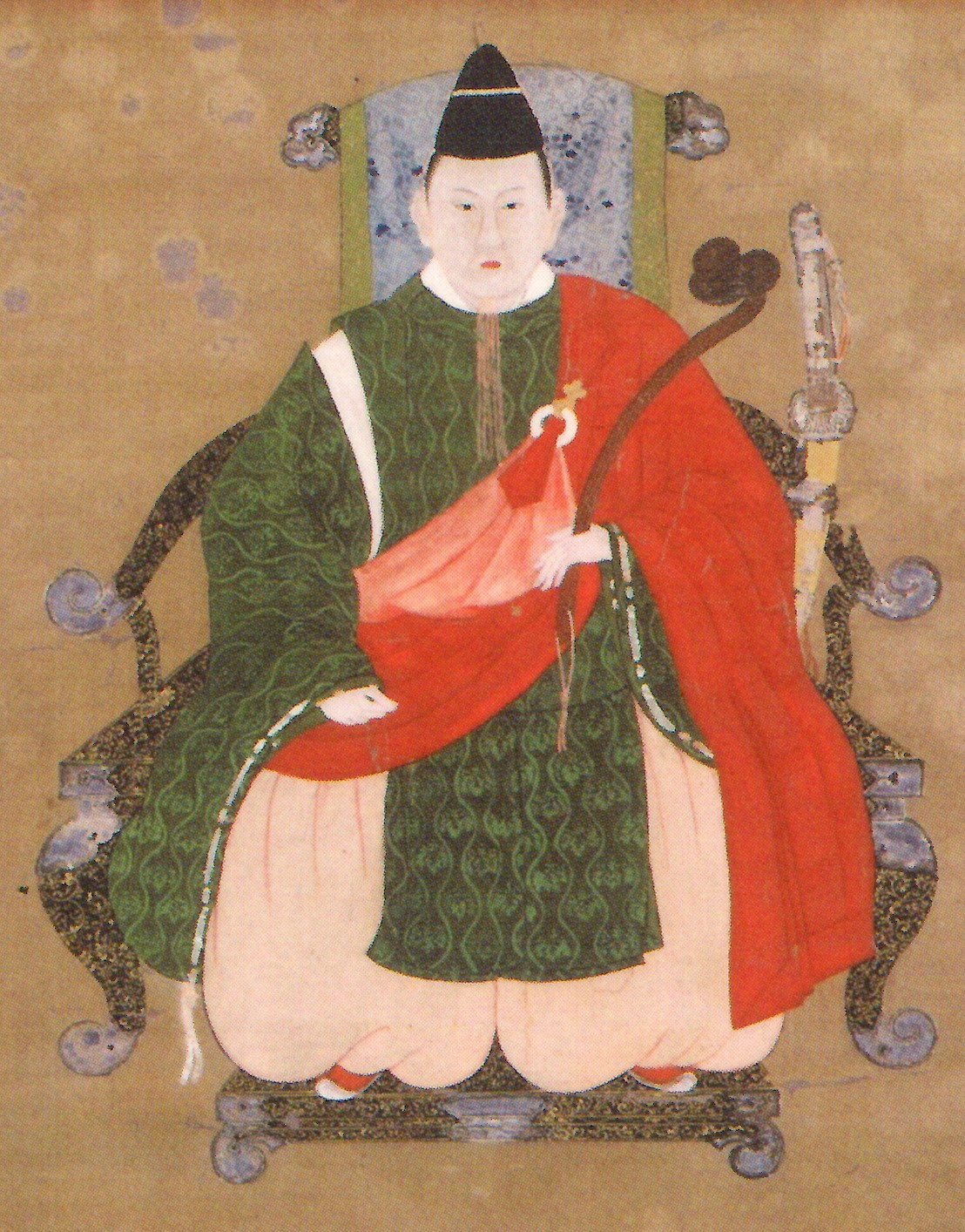
모리 쓰나모토

모리 쓰나모토(일본어: 毛利綱元, 1651년 2월 13일 ~ 1709년 4월 10일)는 에도 시대 전기부터 중기까지의 다이묘이다. 나가토 조후번 제3대 번주를 지냈다.
부친은 조후 번 선대 번주 모리 미쓰히로이며 부친 사후 쓰나모토의 숙부 모리 모토토모에게 조후 번 영지 중 1만석을 떼내어 기요스에번이 창설되게 하였다.
쓰나모토 말년에 아코 사건이 벌여서 사건을 일으킨 47인 중 10명의 신변을 담당하였다.